# De bello Iugurthino

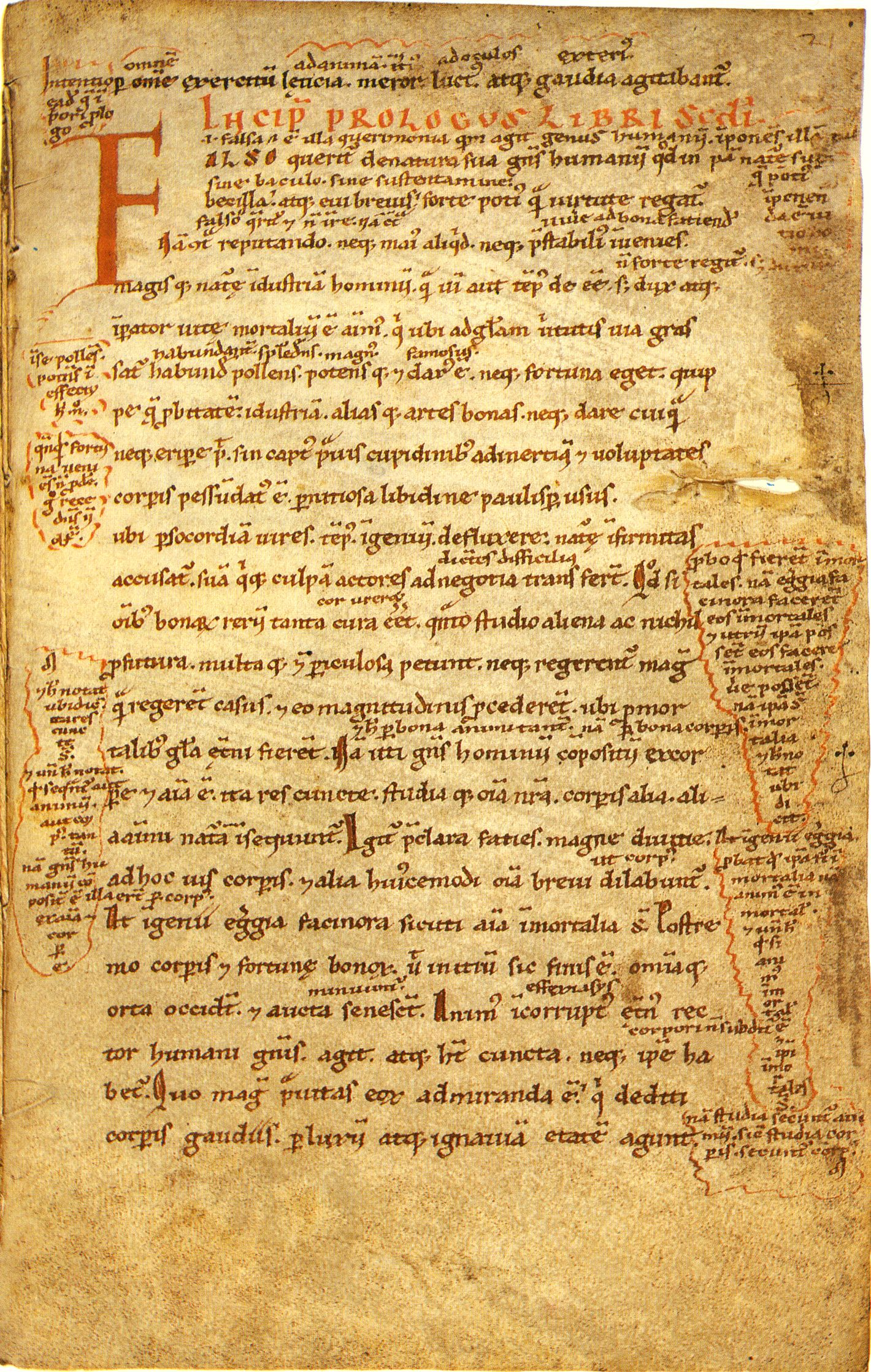
Der Anfang des Bellum Iugurthinum mit Glossen in der Handschrift Rom, Biblioteca Apostolica Vaticana, Vaticanus Palatinus lat. 883, fol. 21r (12. Jahrhundert)

De bello Iugurthino (auch Bellum Iugurthinum) ist nach De coniuratione Catilinae die zweite historische Monographie von Sallust. Das Werk behandelt die Geschehnisse des Krieges, den Gaius Marius und Lucius Cornelius Sulla Felix 111–106 v. Chr. gegen den Numiderkönig Jugurtha führten, und ist um das Jahr 40 v. Chr. entstanden.
Hauptthema des Werkes ist weniger die Schilderung des Jugurthinischen Krieges als vielmehr das Aufzeigen bestimmter innenpolitischer Verhältnisse in Rom. Vor allem der Gegensatz zwischen Nobilität und Plebejern, das Unwesen der Parteienkämpfe und die Bürgerkriege werden thematisiert.
An den Schluss seiner Ausführungen setzt Sallust die These, dass der Verfall des Gemeinwesens auf das Machtstreben der Politiker zurückzuführen sei.

## Textausgaben und Übersetzungen
- C. Sallustius Crispus: Catilina, Iugurtha, Historiarum Fragmenta Selecta; Appendix Sallustiana. Hrsg. von L. D. Reynolds, Oxford Classical Texts, Oxford 1991, ISBN 978-0-19-814667-4.
- C. Sallustius Crispus: Bellum Iugurthinum. Erl. und eingl. von Erich Koestermann. Carl Winter Universitätsverlag, Heidelberg 1971. (Kommentar)
- C. Sallustius Crispus: Bellum Iugurthinum/Der Krieg mit Jugurtha. Hrsg. und übers. von Karl Büchner. Reclam, Stuttgart 1986, ISBN 978-3-15-000948-2.